# Supercopa de El Salvador 2024
La Supercopa de El Salvador 2024 fue la edición II de la Supercopa de El Salvador. Esta edición fue disputada por el campeón del Apertura 2023, Club Deportivo Águila y el campeón del Clausura 2024, Alianza Futbol Club. Esta edición conmemora su regreso después de su hiato de 4 años de no hacer el evento de forma anual.

## Sistema de competición
Disputarán la Supercopa 2024 el campeón de la Apertura 2023, Club Deportivo Águila, y el campeón del Clausura 2024, Alianza Futbol Club.
El Club vencedor de la Supercopa será aquel que en el partido anote el mayor número de goles. Si al término del tiempo reglamentario el partido está empatado, se procederá a punto penal hasta que resulte un vencedor

## Información de los equipos
| Equipo     | Entrenador      | Estadio                | Ciudad/Departamento        |
| ---------- | --------------- | ---------------------- | -------------------------- |
| CD Águila  | Daniel Messina  | Juan Francisco Barraza | San Miguel, San Miguel     |
| Alianza FC | Jorge Rodríguez | Estadio Cuscatlán      | San Salvador, San Salvador |

## Partido
| 13 de julio de 2024, 15:00 (UTC-4) | Alianza Fútbol Club                                                              | 1 - 1 (2 - 3 p.)           | Club Deportivo Águila                                                           | Estadio Cuscatlán, San Salvador |                                |
|                                    | 80' Anthony Sosa                                                                 | Reporte                    | Alexander Larín 21'                                                             | Asistencia: 3,000 espectadores  | Asistencia: 3,000 espectadores |
|                                    |                                                                                  | Tiros desde el punto penal |                                                                                 |                                 |                                |
|                                    | - Alexis Renderos - Anthony Sosa - Henry Romero - Mario Jacobo - Sebastián Julio |                            | - Julio Ramírez - Melvin Cartagena - Darwin Cerén - Alexander Larín - Blas Sosa |                                 |                                |

|                           |
|                           |
| Campeón Águila 2.º título |